# Ireneusz (Duvlea)
Ireneusz, imię świeckie Ioan Duvlea (ur. 19 kwietnia 1962 w Alba Iulia) – były biskup prawosławny, służył w jurysdykcji Kościoła Prawosławnego w Ameryce.

## Życiorys
Jako osiemnastolatek został mnichem w klasztorze Brancoveanu, w 1983 złożył śluby wieczyste i został wyświęcony na hierodiakona, zaś rok później na hieromnicha. W 1987 ukończył seminarium duchowne w Klużu-Napoce, a następnie studia teologiczne w Instytucie Andreia Șaguny w Sybinie w 1991. Dwa lata później został wyznaczony igumenem klasztoru Brancoveanu. Był również odpowiedzialny za 15 innych monasterów i 10 skitów. 15 sierpnia 1993, po ośmiu miesiącach pełnienia swoich obowiązków, został podniesiony do godności archimandryty. W 2000 nagrodzony prawem noszenia mitry.
W jurysdykcję Kościoła Prawosławnego w Ameryce przeszedł za zgodą patriarchy rumuńskiego Teoktysta na prośbę arcybiskupa Detroit Nataniela, zwierzchnika diecezji Kościoła Prawosławnego w Ameryce zrzeszającej prawosławnych emigrantów z Rumunii. Wchodził w skład grupy mnichów, która w 2001 została wyznaczona do tworzenia w Detroit monasteru Wniebowstąpienia Pańskiego, powołanego przez arcybiskupa Nataniela przy założonym przez niego centrum studiów nad prawosławiem.
2 listopada 2002 r. wyświęcony na biskupa pomocniczego diecezji rumuńskiej z tytułem biskupa Dearborn Heights.
21 czerwca 2017 r. Sąd synodalny Kościoła Prawosławnego w Ameryce, obradujący w cerkwi św. Dymitra w Jackson w stanie Michigan, po wysłuchaniu szeregu zarzutów przeciwko biskupowi Ireneuszowi, uznał go winnym naruszenia kanonów i pozbawił stanu duchownego (były hierarcha zachował jedynie śluby mnisze).